# Ålbo, Gävle kommun
Ålbo är en större by längs Dalälvens västra strand i Hedesunda socken, Gävle kommun. Från 2015 avgränsar SCB här en småort.
Ålbo by finns angiven i skriftliga källor från år 1401 och 1432 och framåt. I Ålbo har man gjort arkeologiska fynd från Järnåldern. Tidig stavning av dagens Ålbo; Waydabo, Awardhabo, Ååleboda. Bynamnet kommer från mansnamnet Awardhe tror den framlidne ortnamnsexperten, professor Folke Hedblom.